# La Farga de Moles
La Farga de Moles – miejscowość w Hiszpanii, w Katalonii, w prowincji Lleida, w comarce Alt Urgell, w gminie Les Valls de Valira.
Według danych INE w 2020 roku liczyła 14 mieszkańców – 7 mężczyzn i 7 kobiet. 